# لیست پست‌سپاری
لیست پست‌سپاری (به انگلیسی: Mailing list) مجموعه‌ای از اسامی و آدرس‌ها است که توسط اشخاص یا سازمان‌ها برای فرستادن یک مطلب به چندین گیرنده مورد استفاده قرار می‌گیرد. این اصطلاح گاهی برای شامل شدن افرادی که در یک لیست پستی عضویت دارند (مشترک لیست شده‌اند) تعمیم می‌یابد؛ بنابراین دسته‌ای از افراد که در فهرست (لیست) عضو شده‌اند، «لیست پستی» یا به سادگی «لیست» نامیده می‌شوند. حداقل دو نوع فهرست پستی را می‌توان تعریف کرد؛ در یک فهرست اطلاعیه‌ای، افرادی که عضو لیست هستند قادر نیستند چیزی را برای لیست ارسال کنند و فقط قادر به دریافت کردن مطالب هستند. از این نوع فهرست بیشتر برای دریافت کردن خبرنامه‌ها، نشریات، اخبار، تبلیغات و… استفاده می‌شود. این کار معمولاً با استفاده از یک سامانهٔ پستی انجام می‌شود؛ اما با رشد ایمیل، فهرست‌های پستی الکترونیکی در حال محبوب شدن هستند.
در نوع دوم، اعضای فهرست می‌توانند مطالبی را برای لیست ارسال کنند که در صورت انجام این کار، مطلب مورد نظر برای تمامی دیگر اعضای لیست (غیر از خود فرستندهٔ اصلی) ارسال می‌شود. از آن جا که این نوع فهرست، امکان بحث و تبادل نظر بین اعضا را فراهم می‌کند، به آن لیست گفتگویی هم گفته می‌شود.

## لیست‌شویی
لیست‌شویی (به انگلیسی: listwashing) فرایندی است که طی آن آدرس ایمیل برخی از افراد از لیست حذف می‌شود. در این‌گونه لیست‌ها عموماً آدرس‌های ایمیل یا شماره‌ تلفن‌هایی وجود دارد که متعلق به اشخاصی هستند که به‌طور داوطلبانه در لیست مشترک (عضو) نشده‌اند. یک آدرس پس از دریافت یک شکایت از طرف صاحب آن، از لیست حذف می‌شود. در طی این پروسه، تنها شاکیان از لیست حذف می‌شوند. اعتقاد رایج بر این است که تنها کسر کوچکی از افرادی که از دریافت ایمیل‌های ناخواسته ناراحت هستند، یک شکایت مناسب برای لیست ارسال می‌کنند. به خاطر اینکه اکثر افرادی که به‌طور ناخواسته عضو لیست شده‌اند، در لیست باقی می‌مانند و شاکیان هم دیگر شکایت نمی‌کنند. (چون از لیست حذف شده‌اند.) اسپمرها این امکان را می‌یابند تا لیستی «فاقد شاکی» از ایمیل‌هایی داشته باشند که می‌توان برای آن‌ها اسپم فرستاد. فراهم‌کنندگان سرویس اینترنت که شکایات را برای هرزه‌نگاران ارسال می‌کنند، اغلب به عنوان همکار اسپمرها در لیست‌شویی نگریسته می‌شوند.